# کمونیسم چپ: یک اختلال شیرخوارگی

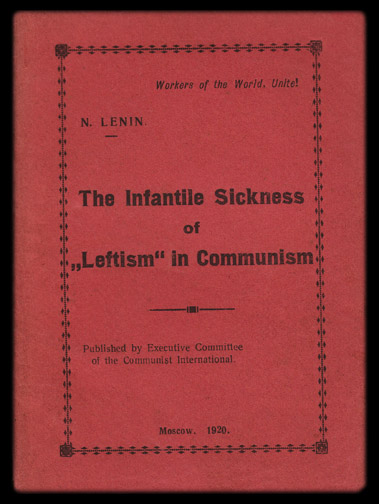
اولین نسخه انگلیسی کمونیسم چپ ولادیمیر لنین ، که توسط کمیته اجرایی کمونیست انترناسیونال برای نمایندگان دومین کنگره جهانی آن منتشر شد.

کمونیسم چپ: یک اختلال شیرخوارگی (روسی: Детская болезнь "левизны" в коммунизме، Detskaya Bolezn' "Levizny" v Kommunizme) Detskaya Bolezn' "Levizny" v Kommunizme) اثری از ولادیمیر لنین است که به منتقدان Detskaya Bolezn' "Levizny" v Kommunizme بلشویک‌ها که ادعا می‌کردند مواضع سمت چپ آنها را دارند، حمله می‌کند. بیشتر این منتقدان، طرفداران ایدئولوژی‌هایی بودند که بعداً به عنوان کمونیسم چپ توصیف شدند. این کتاب در سال ۱۹۲۰ نوشته شد و در اواخر سال به زبان‌های روسی، آلمانی، انگلیسی و فرانسه منتشر شد. سپس نسخه ای در دومین کنگره جهانی کمینترن برای هر نماینده توزیع شد، که لنین در کار به چندین نفر از آنها اشاره کرد. این کتاب به ده فصل و یک پیوست تقسیم شده است.
عنوان دست‌نویس لنین با عنوان «نمایشی عامه پسند از استراتژی و تاکتیک‌های مارکسیستی» بود، اما این نسخه در مورد هیچ نسخه ای که در زمان حیات وی ارائه شده بود، اعمال نشد.

## بلشویک‌ها
لنین اشاره می‌کند که انقلاب روسیه از اهمیت بین‌المللی قابل توجهی برخوردار است و رهبران انترناسیونال دوم از جمله کارل کائوتسکی را به دلیل عدم شناخت ارتباط بین‌المللی قدرت شوروی به عنوان یک مدل انقلابی مورد انتقاد قرار می‌دهد. وی برای نشان دادن دور شدن آنها از سیاست انقلابی، نقل قولی از کار کاوتسکی در سال ۱۹۰۲ ارائه می‌دهد که نتیجه می‌گیرد "اروپای غربی در حال تبدیل شدن به سنگر واکنش و مطلق گرایی در روسیه است". لنین ادعا می‌کند که در جنگ علیه بورژوازی ، "انضباط آهنین" "شرط اساسی" است. وی سپس شرایطی را توصیف کرد که بلشویک‌ها در موفقیت در به دست گرفتن قدرت دولت در روسیه به این نتیجه رسیدند.
فصل سوم تاریخ بلشویسم را به "سالهای آماده سازی انقلاب" (۱۹۰۳–۱۹۰۵)، "سالهای انقلاب " (۱۹۰۵–۱۹۰۷)، "سالهای واکنش" (۱۹۰۷–۱۹۱۰)، " سالهای ظهور»(۱۹۱۰–۱۹۱۴)، «اولین جنگ جهانی امپریالیستی»(۱۹۱۴–۱۹۱۷) و «انقلاب دوم در روسیه». او شرایط متغیر انقلابیون در روسیه و واکنش بلشویک‌ها در برابر آنها را شرح می‌دهد.
لنین دشمنان طبقه کارگر را انقلابیون خرده بورژوائی فرصت طلب توصیف می‌کند که آنها را با آنارشیسم پیوند می‌دهد؛ و بلشویک‌های «چپ» (در سال ۱۹۰۹ از گروه بلشویکی اخراج شدند)، که وی آنها را با کسانی که از عهدنامه برست-لیتوفسک انتقاد می‌کردند ارتباط می‌دهد. او با انتقاد از منشویک‌ها، انقلابیون سوسیالیست و اعضای انترناسیونال سوسیالیست که آماده دفاع با یک سیستم سرمایه‌داری برای سازش با رهبران آلمان بودند، پایان می‌یابد.

## کمونیسم چپ در آلمان
فصل‌های پنجم، ششم و هفتم بخشی از حزب کمونیست آلمان را مورد بحث قرار می‌دهد که بین نوشتن سند و انتشار آن برای تشکیل حزب کارگران کمونیست آلمان (KAPD) تقسیم شده است. به عنوان نمونه، وی مقاله کارل ارلر «انحلال حزب» را در نظر گرفت. لنین از مواضع ضد صنفی این گروه، ضد پارلمانتاریسم آنها و پیشنهاد ارلر از دیکتاتوری توده‌ها به عنوان نقطه مقابل «دیکتاتوری حزب» که ادعا می‌کند انقلاب روسیه منجر شده است ، انتقاد کرد.
لنین خاطرنشان می‌کند که حزب کمونیست روسیه (بلشویک‌ها) به اتحادیه‌های کارگری روسیه اعتماد می‌کنند و اشراف کارگری ارتجاعی اجتناب ناپذیر است، اما باید در درون جنبش اتحادیه ای مبارزه شود. برخلاف KAPD، او معتقد است که تا زمانی که بیشتر پرولتاریا در مجلس توهماتی دارد، کمونیست‌ها باید در داخل چنین سازمان‌های مرتجعی کار کنند. سپس لنین ضد پارلمانتاریسم چپ هلندی و آمادئو بوردیگا را مقایسه می‌کند.
سپس لنین با انتقاد از شعار «بدون مصالحه» با اشاره به اینکه بلشویک‌ها در تاریخ خود مصالحه‌های زیادی انجام داده‌اند. وی معتقد است که این استفاده از نظریه به عنوان جزمی است، نه به عنوان «راهنمای عمل». لنین همچنین از بلشویسم ملی و برخی چپ گرایان به دلیل عدم به رسمیت شناختن معاهده ورسای انتقاد می‌کند.

## کمونیسم چپ در بریتانیا
لنین مخالفت فدراسیون سوسیالیست کارگران با اقدامات پارلمانی و به ویژه وابستگی به حزب کارگر را از طریق متن‌های نوشته شده توسط سیلویا پانکهورست و ویلی گالاچر نقد می‌کند. وی پیشنهاد می‌کند که همه گروه‌های اصلی سوسیالیست در این کشور باید یک حزب کمونیست انگلیس تشکیل دهند و آنها باید یک ائتلاف انتخاباتی با حزب کارگر ارائه دهند. وی نتیجه گرفت که حزب خواه خواه پذیرفت یا نپذیرفتن کارگران از پیشنهاد، به نفع خود خواهد بود. در یک عبارت معروف، او می‌گوید که آنها باید از دبیرکل کارگر آرتور هندرسون حمایت کنند «به همان روشی که طناب از یک مرد آویخته حمایت می‌کند».

## نتیجه‌گیری‌های لنین
لنین نتیجه می‌گیرد که در هر کشور، کمونیسم باید علیه منشویسم و کمونیسم چپ مبارزه کند. او ادعا می‌کند که کمونیسم قبلاً پیشتاز کارگران را به دست آورده است، اما برای پیروزی بر توده‌ها باید به اختلافات هندرسون، دیوید لوید جرج (لیبرال‌ها) و وینستون چرچیل (محافظه کاران) مربوط شود. با وجود شکست‌های خاص، او معتقد است که جنبش کمونیستی «با شکوه پیشرفت می‌کند».
لنین کمونیسم «جناح چپ» را همان اشتباه سوسیال دموکرات‌ها توصیف می‌کند، اما «برعکس»، اشتباهی که باید اصلاح شود؛ و از آنجا که کمونیسم «جناح چپ» فقط یک روند جوان است، «در حال حاضر هزار برابر خطرناک تر و قابل توجهتر از اشتباهات دکترینارگرایی راست است».

## پاسخ به کار
در پاسخ به تحولات جدید در آلمان پیرامون تشکیل KAPD و مطالعات جدید توسط لنین از چپ ایتالیا، چندین پیوست قبل از انتشار به سند اضافه شد. پیوست نهایی نامه ای را به نمایندگی از حزب کمونیست هلند تأیید کرد که در آن دیوید وینکوپ شکایت داشت که مناصبی که لنین به سازمان آنها اعطا می‌کند فقط مربوط به اقلیت‌های گروه است.
لنین پانکهرست و Gallacher به دومین کنفرانس دعوت کمینترن. وی آنها را متقاعد کرد که برای حزب خود بحث کنند و سپس به حزب کمونیست (بخش انگلیس از بین‌الملل سوم) تغییر نام داده و به عضویت حزب کمونیست انگلیس درآیند. CP (BSTI) پیوست و گالاچر به عنوان عضوی وفادار باقی ماند، گرچه پانکهورست در سال ۱۹۲۱ از CPGB اخراج شد و متعاقباً با حمایت از انترناسیونال کارگران کمونیست، گروه باقی مانده خود را با KAPD متحد کرد.
هرمان گورتر در نامه ای سرگشاده به لنین پاسخ داد و استدلال کرد که تعداد کمتر دهقانان در اروپای غربی تفاوت اساسی در مبارزه طبقاتی با روسیه دارد. وی در مقدمه اظهار داشت:
این کار به من آموخته است، همان‌طور که تمام نوشته‌های شما انجام داده است. [. . .] بسیاری از آثار و بسیاری از میکروب‌های این بیماری شیرخوارگی، که بدون شک من نیز قربانی آن شده‌ام، توسط بروشور شما بدرقه شده یا هنوز توسط آن ریشه کن خواهد شد. مشاهدات شما دربارهٔ سردرگمی انقلابی که در بسیاری از مغزها ایجاد کرده نیز کاملاً درست است. من این را می‌دانم انقلاب خیلی ناگهانی و از جهتی کاملاً متفاوت از آنچه انتظار داشتیم رخ داد. سخنان شما برای من انگیزه خواهد بود، یک بار دیگر، و حتی بیشتر از قبل، قضاوت خود را در تمام موضوعات تاکتیک، همچنین در انقلاب، منحصراً بر اساس واقعیت، بر اساس روابط طبقاتی واقعی بنا کنم، همان‌طور که آشکار می‌شود خودشان از نظر سیاسی و اقتصادی.

 بعد از خواندن بروشور شما، فکر کردم همه اینها درست است.

 اما پس از مدتها فکر کردن که آیا من از حمایت از «بال چپ» و نوشتن مقاله برای KAPD و حزب مخالف در انگلیس دست می‌کشم، مجبور به انصراف شدم.

## ادبیات
- Broué P. Lenin در برابر چپ‌گرایی فوق‌العاده // انقلاب آلمان، 1917–1923. - Haymarket Books، (۲۰۰۶) ۹۹۱ صفحه (سری کتاب‌های ماتریالیسم تاریخی، جلد ۵) -شابک ‎۹۷۸-۱-۹۳۱۸۵۹-۳۲-۵ -شابک ‎۱-۹۳۱۸۵۹-۳۲-۹.